# Adverbe en hongrois
Cet article se limite à la partie de la morphologie du hongrois qui concerne l'adverbe, traitant, dans la vision de la grammaire traditionnelle, de la classification des adverbes, de la formation d'adverbes par dérivation et de l'expression de leurs degrés de comparaison.

## Classification des adverbes
Les adverbes peuvent être classés selon plusieurs critères :
- Selon leur sens, il y a des adverbes :
  - de lieu : itt « ici », oda « (vers) là-bas », fentről « d'en haut », felfelé « vers le haut », elöl « à l'avant » ;
  - de temps : most « maintenant », korábban « plus tôt », majd « plus tard », éppen « juste(ment) », holnap « demain », már « déjà », ritkán « rarement », mindig « toujours », ismét « de nouveau », egyszer « une fois » ;
  - de manière : így « ainsi », véletlenül « par hasard », szépen « d'une belle façon », jól « bien » ;
  - d'état[2] : egyedül « seul(e) », együtt « ensemble », külön « séparément » ;
  - de mesure : nagyon « très », alig « à peine », túl « trop ».

- Selon le caractère direct ou indirect de l'expression de la circonstance, il y a :
  - des adverbes non pronominaux : otthon « à la maison », tavaly « l'année dernière », hirtelen « brusquement » ;
  - des adverbes pronominaux :
    - démonstratifs : itt « ici », azóta « depuis lors », így « ainsi » ;
    - interrogatifs : hol? « où ? », mikor? « quand ? », hogy(an)? « comment ? » ;
    - relatifs : ahova « où », ahogy « comme », amerre « (vers) où » ;
    - indéfinis : valahol « quelque part », valahonnan « de quelque part », valahogy « de quelque façon » ;
    - généraux[3] : mindenhol « partout », sehova « (vers) nulle part », bárhonnan « de n'importe où ».

- Selon l'origine, il y a :
  - des adverbes primaires : itt « ici », ott « là-bas », majd « plus tard », most « maintenant », így « ainsi », úgy « ainsi », etc. ;
  - des adverbes formés :
    - par changement de classe morphologique[4] :
      - de noms : reggel « le matin », nappal « le jour », este « le soir », éjjel « la nuit » ;
      - de verbes au gérondif : Lopva nézett a lányra « Il regardait la fille à la dérobée » ;

    - par composition : jobboldalt « du côté droit », odahaza « à la maison », mindenfelé « dans toutes les directions » ;
    - par dérivation.

## Formation des adverbes par dérivation
Il y a plusieurs suffixes qui forment des adverbes, principalement à partir d'adjectifs.
Le suffixe -n est le plus productif. Il s'ajoute sans voyelle de liaison aux adjectifs terminés en a ou e, mais provoque leur modification : tiszta → tisztán « proprement », gyenge → gyengén « faiblement ».
Les adjectifs terminés en une autre voyelle que a ou e se voient ajouter le suffixe avec une voyelle de liaison, a ou e, choisie conformément aux règles de l'harmonie vocalique : kíváncsi → kíváncsian « curieusement », megható → meghatóan « d'une façon impressionnante », érthető → érthetően « intelligiblement », szomorú → szomorúan « tristement », egyszerű → egyszerűen « simplement ».
Pour les adjectifs terminés en consonne, on utilise également a ou e + n : szabad → szabadon « librement », gyors → gyorsan « rapidement », meleg → melegen « chaudement », erős → erősen « fort(ement) ».
Il y a aussi des adverbes dérivés irrégulièrement : bátor → bátran « courageusement », bő → bőven « largement », gyakori → gyakran « fréquemment », hosszú → hosszan « longuement », könnyű → könnyen « facilement », lassú → lassan « lentement », nehéz → nehezen « difficilement », szörnyű → szörnyen « affreusement ».
Le suffixe -ul/ül s'ajoute souvent aux adjectifs à suffixe privatif-négatif : boldogtalan « malheureux(euse) » [← boldog « heureux(euse) »] → boldogtalanul « de façon malheureuse », hihetetlen « incroyable » (← hihető « croyable ») → hihetetlenül « incroyablement ».
Le suffixe -lag/-leg est le moins productif : barátilag « amicalement », egyénileg « individuellement ».

### Les degrés de comparaison des adverbes
Peuvent avoir des degrés de comparaison les adverbes de manière et certains adverbes de temps et de lieu. Ces degrés de comparaison se forment comme ceux des adjectifs, le comparatif de supériorité avec le suffixe -bb- et le superlatif relatif de supériorité avec le préfixe leg- appliqué à la forme du comparatif. Dans le cas des adverbes dérivés avec le suffixe -n, le suffixe de comparatif se place devant celui de dérivation. Exemple d'adverbe aux degrés de comparaison réguliers :
| Positif    | Positif        | Positif        | szigorúan « sévèrement »                                              |
| Comparatif | de supériorité | de supériorité | szigorúbban (, mint) « plus sévèrement (que) »                        |
| Comparatif | d'égalité      | d'égalité      | (ugyan)olyan/(épp)olyan szigorúan (, mint) « aussi sévèrement (que) » |
| Comparatif | d'infériorité  | d'infériorité  | kevésbé szigorúan (, mint) « moins sévèrement (que) »                 |
| Superlatif | relatif        | de supériorité | a legszigorúbban [a(z) … közül] « le plus sévèrement (de) »           |
| Superlatif | relatif        | d'infériorité  | a legkevésbé szigorúan [a(z) … közül] « le moins sévèrement (de) »    |
| Superlatif | absolu         | absolu         | nagyon szigorúan « très sévèrement »                                  |

Irrégularités :
- Le comparatif de jól « bien » est jobban « mieux ».

- Certains adverbes perdent le suffixe -n au comparatif : későn → később.

Le terme de comparaison soit est introduit par la conjonction mint (Mária jobban énekel, mint Zsuzsa « Mária chante mieux que Zsuzsa », Mária jobban énekel, mint én « Mária chante mieux que moi »), soit reçoit le suffixe casuel de datif : Mária jobban énekel Zsuzsánál, Mária jobban énekel nálam.

### Adverbes de lieu
On peut établir plusieurs séries d'adverbes de lieu, subdivisées d'après les questions auxquelles ils répondent. Chaque série se caractérise également par les adjectifs qui dérivent des adverbes en cause. Comme les suffixes casuels et les préfixes verbaux, les adverbes de lieu se caractérisent par un système triple d'expression du lieu : le lieu vers lequel on effectue un déplacement, le lieu auquel un procès est limité et le lieu depuis lequel on effectue un déplacement.
1re série :
| hova? « (vers) où ? » Positif   | hol? « où ? » Positif               | hova? / hol? Comparatif        | honnan? « d'où, de quelle direction ? » | Adjectif dérivé                    |
| ------------------------------- | ----------------------------------- | ------------------------------ | --------------------------------------- | ---------------------------------- |
| ki « dehors, vers l'extérieur » | kint/kinn « dehors, à l'extérieur » | kijjebb « plus à l'extérieur » | kintről « du dehors »                   | kinti « extérieur(e) »             |
| be « dedans, vers l'intérieur » | bent/benn « dedans, à l'intérieur » | beljebb « plus à l'intérieur » | bentről « du dedans, de l'intérieur »   | benti « intérieur(e) »             |
| le « vers le bas »              | lent/lenn « en bas »                | lejjebb « plus bas »           | lentről « d'en bas »                    | lenti « bas(se), d'en bas »        |
| fel/föl « vers le haut »        | fent/fenn/fönt/fönn « en haut »     | feljebb/följebb « plus haut »  | fentről/föntről « d'en haut »           | fenti/fönti « haut(e), d'en haut » |

Exemples en phrases : Kint erősen fúj a szél « Dehors le vent souffle fort », Menjetek feljebb! « Allez plus haut ! », Jöjjetek le! « Descendez ! »
2e série :
| hova?/hová? « (vers) où ? »              | hol? « où ? »                        | honnan? « d'où, de quelle direction ? »      | Adjectif dérivé              |
| ---------------------------------------- | ------------------------------------ | -------------------------------------------- | ---------------------------- |
| kívülre « vers l'extérieur »             | kívül « à l'extérieur »              | kívülről « de l'extérieur »                  | külső « extérieur(e) »       |
| belülre « vers l'intérieur »             | belül « à l'intérieur »              | belülről « de l'intérieur »                  | belső « intérieur(e) »       |
| alulra « vers la partie basse »          | alul « dans la partie basse »        | alulról « depuis la partie basse »           | alsó « inférieur(e) »        |
| felülre/fölülre « vers la partie haute » | felül/fölül « dans la partie haute » | felülről/fölülről « depuis la partie haute » | felső/fölső « supérieur(e) » |
| előre « vers l'avant »                   | elöl « à l'avant »                   | elölről « depuis l'avant »                   | elülső « antérieur(e) »      |
| hát(ul)ra « vers l'arrière »             | hátul « à l'arrière »                | hátulról « depuis l'arrière »                | hátulsó « postérieur(e) »    |
| középre « vers le milieu »               | középen « au milieu »                | középről « depuis le milieu »                | középső « médian(e) »        |
| oldalra « vers le côté »                 | oldalt « au côté »                   | oldalról « depuis le côté »                  | oldalsó « latéral(e) »       |

3e série :
| hova? « (vers) où ? » Positif            | hol? « où ? » Positif                     | hova? / hol ? Comparatif | honnan? « d'où, de quelle direction » | Adjectif dérivé        |
| ---------------------------------------- | ----------------------------------------- | ------------------------ | ------------------------------------- | ---------------------- |
| közelre « (vers un lieu qui est) près »  | közel « près » a közelben « à proximité » | közelebb « plus près »   | közelről « de près »                  | közeli « proche »      |
| távolra « (vers un lieu qui est) loin »  | távol « loin »                            | távolabb « plus loin »   | távolról « de loin »                  | távoli « lointain(e) » |
| messzire « (vers un lieu qui est) loin » | messze « loin »                           | messzebb « plus loin »   | messziről « de loin »                 | messzi « lointain(e) » |
| jobbra « vers la droite »                | jobboldalt / jobbra « à droite »          | –                        | jobbról « depuis le côté droit »      | –                      |
| balra « vers la gauche »                 | baloldalt / balra « à gauche »            | –                        | balról « depuis le côté gauche »      | –                      |

Exemples en phrases : Jobboldalt van egy templom; ott forduljon balra ! « À droite il y a une église ; là tournez à gauche », A közelben nincs postahivatal « Il n'y a pas de bureau de poste à proximité », Messziről jövök « Je viens de loin ».
4e série :
| hova? « (vers) où ? »              | hol? « où ? » | honnan? « d'où, de quelle direction ? » | Adjectif dérivé |
| ---------------------------------- | --- | --- | --- |
| haza « (vers) chez moi/toi, etc. » | otthon / odahaza « chez moi/toi, etc. » (là-bas, où on habite) itthon / idehaza « chez moi/toi, etc. » (ici, où on habite) | otthonról « de chez moi/toi, etc. » (depuis là-bas, où on habite) itthonról « de chez moi/toi, etc. » (d'ici, où on habite) hazulról « de chez moi/toi, etc. » | otthoni « de chez moi/toi, etc. » (de là-bas, où on habite) itthoni « de chez moi/toi, etc. » (d'ici, où on habite) |

Remarque : Les formes composées avec ott « là-bas », itt « ici », oda « vers là-bas », ide « vers ici » différencient les adverbes selon le lieu où se trouve le locuteur par rapport à son foyer ou celui d'une autre personne : Most itthon vagyok « Maintenant je suis chez moi », Nem vagyok otthon, az utcáról hívtalak fel « Je ne suis pas chez moi, je t'appelle de la rue », Mondd meg, mikor vagy otthon « Dis-moi quand tu es chez toi » (le destinataire de la communication n'est pas chez lui). Les adverbes haza « (vers) chez moi/toi, etc. », hazulról « de chez moi/toi, etc. » n'impliquent pas ces nuances de sens.

### Adverbes de temps
Exemples : állandóan « tout le temps », azonnal « tout de suite », egykor « autrefois », egyszer-egyszer « de temps en temps », eleinte « auparavant », először « d'abord », hamar « bientôt », az imént « tout à l'heure » (dans le passé), korán « tôt », legközelebb « à la prochaine occasion », most « maintenant », mostanában « ces derniers temps », nemrég « il n’y a pas longtemps », nemsokára « dans peu de temps », örökké « éternellement », rég(en) « il y a longtemps », soká(ig) « longtemps », (leg)utoljára « (pour) la dernière fois », etc..
Certains adverbes de temps ont des degrés de comparaison : hamarabb « plus tôt » (littéralement, « plus bientôt »), korábban « plus tôt », régebben « il y a plus longtemps », etc.
Exemples en phrases : Nem élhetek örökké a szüleim nyakán « Je ne peux pas vivre éternellement aux dépens de mes parents », Az imént találkoztam vele a bejáratnál « Je l'ai rencontré tout à l'heure à l'entrée », Mostanában gyakran gondolok rád « Ces derniers temps, je pense souvent à toi », Utoljára az irodában láttam « La dernière fois, je l'ai vu au bureau ».

### Adverbes pronominaux
Les adverbes pronominaux peuvent être considérés de deux points de vue : d'une part, ils se différencient en interrogatifs, démonstratifs, relatifs, indéfinis et généraux ; d'autre part, ils sont classifiés en adverbes pronominaux de lieu, de temps et de manière. Les relatifs, les indéfinis et les généraux se forment par composition à partir des interrogatifs.
| Interrogatifs                           | Démonstratifs                                                         | Relatifs                              | Indéfinis                                   | Généraux                                             | Généraux                                        | Généraux                                                                  |
| --------------------------------------- | --------------------------------------------------------------------- | ------------------------------------- | ------------------------------------------- | ---------------------------------------------------- | ----------------------------------------------- | ------------------------------------------------------------------------- |
| hol? « où ? »                           | itt « ici » ott « là-bas » amott « là-bas » (opposé à ott aussi)      | ahol « où »                           | valahol « quelque part »                    | mindenhol / mindenütt « partout »                    | sehol « nulle part »                            | akárhol / bárhol « n'importe où »                                         |
| hova? « (vers) où ? »                   | ide « (vers) ici » oda « (vers) là-bas »                              | ahova « (vers) où »                   | valahova « (vers) quelque part »            | mindenhova « (vers) partout »                        | sehova « (vers) nulle part »                    | akárhova / bárhova « (vers) n'importe où »                                |
| honnan? « d'où ? »                      | innen « d'ici » onnan « de là-bas »                                   | ahonnan « d'où »                      | valahonnan « de quelque part »              | mindenhonnan « de partout »                          | sehonnan « de nulle part »                      | akárhonnan / bárhonnan « de n'importe où »                                |
| merre? « par où ? »                     | erre « par ici » arra « par là-bas »                                  | amerre « par où »                     | valamerre « par quelque part »              | mindenfelé « dans toutes les directions »            | semerre « en aucune direction »                 | akármerre / bármerre « dans n'importe quelle direction »                  |
| merről? « d'où, de quelle direction ? » | erről « d'ici » arról « de là-bas »                                   | amerről « d'où, de quelle direction » | valamerről « d'une direction quelconque »   | mindenfelől « de partout, de toutes les directions » | semerről « de nulle part, d'aucune direction »  | akármerről / bármerről « de n'importe où, de n'importe quelle direction » |
| mikor? « quand ? »                      | ekkor « maintenant » akkor « alors »                                  | amikor « quand »                      | valamikor « à un moment quelconque »        | mindenkor / mindig / « toujours »                    | soha / sohase(m) / sose(m) « jamais »           | akármikor / bármikor « n'importe quand »                                  |
| mióta? « depuis quand ? »               | azóta « depuis lors »                                                 | amióta « depuis que »                 | –                                           | –                                                    | –                                               | –                                                                         |
| meddig? « jusqu'à quand ? »             | eddig « jusque-là » addig « jusqu'alors »                             | ameddig « jusqu'au moment où »        | valameddig « jusqu'à un moment quelconque » | mindaddig « jusqu'alors »                            | semeddig littéralement « jusqu'à aucun moment » | akármeddig / bármeddig litt. « jusqu'à n'importe quand »                  |
| meddig? « jusqu'où ? »                  | eddig « jusqu'ici » addig « jusque là-bas »                           | ameddig « jusqu'où »                  | valameddig litt. « jusqu'à quelque part »   | –                                                    | semeddig litt. « jusqu'à nulle part »           | akármeddig / bármeddig litt. « jusqu'à n'importe où »                     |
| hogy(an)? « comment ? »                 | így « ainsi, de cette manière-ci » úgy « ainsi, de cette manière-là » | ahogy(an) « comme »                   | valahogy(an) « de quelque façon »           | mindenhogy / mindenképp(en) « de toutes les façons » | sehogy(an) « d’aucune façon »                   | akárhogy(an) / bárhogy(an) « n'importe comment »                          |

## Sources bibliographiques
- (hu) Bokor, József, Szófajtan [« Les parties du discours »], A. Jászó, Anna (dir.), A magyar nyelv könyve [« Le livre de la langue hongroise »], 8e édition, Budapest, Trezor, 2007,  (ISBN 978-963-8144-19-5), pp. 197–253 (consulté le 11 février 2017)
- (hu) Erdős, József (dir.), Küszöbszint. Magyar mint idegen nyelv [« Un niveau-seuil. Hongrois langue étrangère »], 2001 (consulté le 11 février 2017)
- Lelkes, István, Manuel de hongrois, Budapest, Tankönykiadó, 1979  (ISBN 963-17-4426-4)
- (hu) Nagy, Kálmán, Kis magyar nyelvtankönyv [« Petite grammaire du hongrois »], Bucarest, Kriterion, 1980
- (hu) P. Lakatos, Ilona (dir.), Grammatikai gyakorlókönyv (mintaelemzésekkel és segédanyagokkal) [« Exercices de grammaire (avec des analyses modèles et des matériaux auxiliaires) »], Budapest, Bölcsész Konzorcium, 2006,  (ISBN 963-9704-28-8) (consulté le 11 février 2017)
- Szende, Thomas et Kassai, Georges, Grammaire fondamentale du hongrois, Langues & Mondes – L'Asiathèque, Paris, 2001  (ISBN 2-911053-61-3)